# Intramuros (revista)
Intramuros es una revista cultural, fundada por Beltrán Gambier y María Sheila Cremaschi en 1994, dedicada al género de la biografía, la autobiografía y las memorias. En ella escribieron personalidades tales como: Jürgen Habermas, Herta Müller, Günter Grass, Theo Angelopoulos, Mikis Theodorakis, Kikí Dimulá, Costas Axelos, César Antonio Molina, Vincenzo Cerami, Abraham B. Yehoshúa, Andrew Graham-Yooll, Fernando Vallespín, Philippe Lejeune, Olivier Rolin, Gerard Mortier, Plácido Domingo, Mo Yan y Ernesto Sabato.

## Línea editorial
En su primera época, la revista Intramuros trabajó sobre el novedoso concepto de «autobiografía mínima». Son textos con un mínimo de 600 palabras y un máximo de 1500 palabras. Cabe mencionar entre los primeros que la escribieron a Ernesto Schoo, Clorindo Testa, Sergio Renán, Eduardo Pavlovsky, Enrique Pinti, Manuel Antín y Alonso Zamora Vicente.
En una segunda etapa, la revista trabajó sobre el puente cultural entre Madrid y Buenos Aires, generado por el tránsito cruzado de los intelectuales de esas ciudades (se destacan las entrevistas a José Sacristán y Héctor Alterio). En la actualidad la revista edita números monográficos dedicados a ciudades y países tales como Berlín, Alemania, Italia, Francia, Israel, Argentina, Grecia, Egipto, Marruecos, y Turquía.
Uno de los últimos números fue dedicado a la conmemoración del vigésimo aniversario de la caída del Telón de Acero y en él han escrito, entre otros, Václav Bělohradský, Marcel Beyer, Emil Brix, Vladimir Tismăneanu, Paweł Huelle, Karl Schlögel y se ha publicado el famoso discurso de año nuevo del entonces presidente de la República Socialista de Checoslovaquia, Václav Havel, pronunciado en Praga el 1 de enero de 1990.
En las últimas ediciones la revista ha dedicado un monográfico a Francisco Umbral y otros dos a las «autobiografías mínimas». Han escrito la suya: Eliseo Subiela, Mario Trejo, Fernando Olmeda y Luis Martí Mingarro, entre otros. En el número dedicado al Teatro Real escribió Plácido Domingo.
El último número (mayo de 2017) es el dedicado a Costa Rica.
La revista tiene una política de intercambio cultural mediante la colaboración con los programas Erasmus Placement y Leonardo da Vinci de la Unión Europea.